# Live Oak (condado de Sutter)
Live Oak, fundada en 1947 es una ciudad ubicada en el condado de Sutter en el estado estadounidense de California. En el año 2008 tenía una población de 8,245 habitantes y una densidad poblacional de 1,695.1 personas por km².

## Geografía
Live Oak se encuentra ubicada en las coordenadas 39°16′28″N 121°39′43″O / 39.27444, -121.66194. Según la Oficina del Censo, la ciudad tiene un área total de 8,9 km² (3,4 mi²), de la cual 8,9 km² (3,4 mi²) es tierra y 0 km² (0 mi²) (0%) es agua.

## Demografía
Según la Oficina del Censo en 2000 los ingresos medios por hogar en la localidad eran de $25,754, y los ingresos medios por familia eran $31,075. Los hombres tenían unos ingresos medios de $22,901 frente a los $20,852 para las mujeres. La renta per cápita para la localidad era de $9,571. Alrededor del 30.2% de la población estaban por debajo del umbral de pobreza.

## Desastre de Oroville
En el 2017 una desastre estuvo por pasar en Oroville (ciudad cercana a Live Oak), alrededor de las 5:15 de la tarde del 12 de febrero varios residentes no solo de Oroville pero también de Gridley, Biggs, Live Oak, entre otros recibieron una alerta de una posible inundación por el desbordo y colapso de la presa de Oroville. En Live Oak se estimó que toda la población evacuaron, dejando al pueblo completamente solo. Clases se suspendieron por una semana entera. Al segundo día (14 de febrero) la alerta término y todos los 200,000 evacuados regresaron a su casa. Después de soltar casi 50,000 toneladas de agua al río Plumas. Decenas de zonas como calles quedaron inundadas por varias semanas después del susto, todo siguió con normalidad. Pero si todo fuera al contrario, y rodó la presa se desbordó, el caos sería total. Más de 350,000 personas perderían su casa. El agua llegaría hasta la capital californiana, Sacramento, y podría hasta llegar a Chico. El costo sería de 3 millones de dólares para reparación. El agua tendría una profundidad máxima de 5 metros. Seria tanto que el agua podría tardar 1 mes en desaparecer.